# Una storia del West (film 1958)
Una storia del West (The Last of the Fast Guns) è un film del 1958 diretto da George Sherman.
È un western statunitense con Jock Mahoney, Gilbert Roland e Linda Cristal. È basato sul romanzo del 1932 Outlaw's Code di Evan Evans.

## Trama
Michael O'Reilly, un facoltoso uomo d'affari americano, assume il famoso pistolero Brad Ellison allo scopo di cercare il proprio fratello scomparso. Il giovane è stato visto per l'ultima volta in Messico ed il famigliare vuole avere sue notizie a tutti i costi, poiché parte dell'impero finanziario sarebbe altrimenti destinato a finire nelle mani dell'acerrimo nemico Roland.

## Produzione
Il film, diretto da George Sherman su una sceneggiatura di David P. Harmon, fu prodotto da Howard Christie per la Universal Pictures e girato negli Universal Studios a Universal City, California, e a Cuernavaca, Tepoztlán, Taxco e negli Estudios Churubusco, in Messico dal 20 giugno a fine luglio 1957. Il titolo di lavorazione fu The Western Story.

## Distribuzione
Il film fu distribuito con il titolo The Last of the Fast Guns negli Stati Uniti nel luglio 1958 al cinema dalla Universal Pictures.
Altre distribuzioni:
- in Australia il 2 maggio 1958
- in Svezia il 1º settembre 1958 (Den siste snabbskytten)
- in Finlandia il 19 settembre 1958 (Revolverisankari)
- in Francia l'8 ottobre 1958 (Duel dans la Sierra)
- in Germania Ovest il 5 dicembre 1958 (Kampf auf Leben und Tod)
- in Austria nel 1959 (Kampf auf Leben und Tod)
- in Messico il 15 gennaio 1959 (Fugitivo)
- in Danimarca il 20 luglio 1959 (Mesterskytten fra Montana)
- in Brasile (Cavalgada para o Inferno)
- in Spagna (El último pistolero de la frontera)
- in Grecia (O teleftaios ton gennaion)
- in Italia (Una storia del West)

## Promozione
La tagline è His Name Was Written With Bullets...

## Curiosità
- I nomi dei due personaggi principali sono stati modificati nel doppiaggio italiano e si chiamano "Bob" (invece di Brad) e "Mike" (invece di "Miles").